# Amtsgericht Ahlen

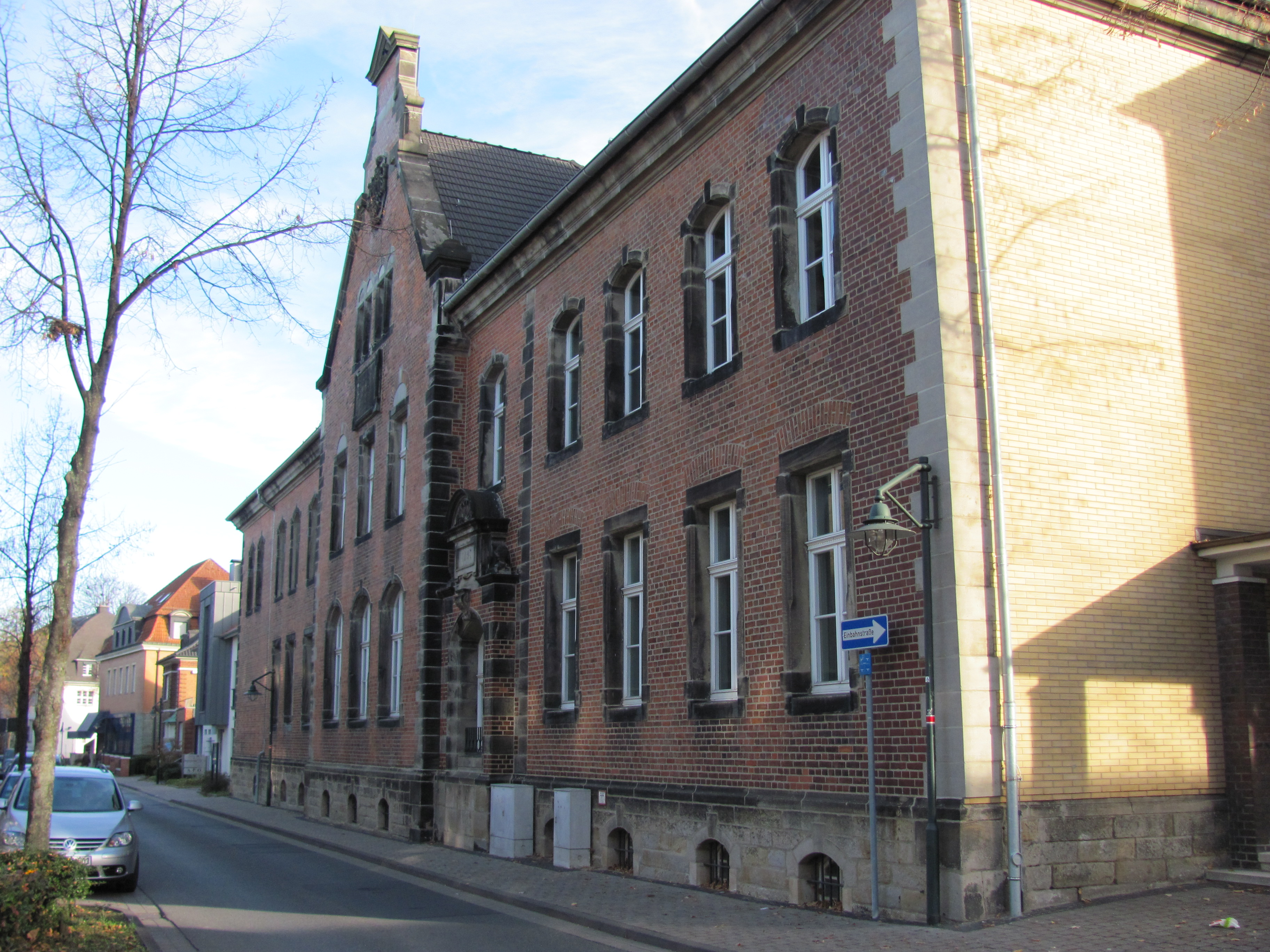
Amtsgericht Ahlen

Ahlen ist Sitz des Amtsgerichts Ahlen, das für die Städte Ahlen, Drensteinfurt und Sendenhorst im südlichen Kreis Warendorf zuständig ist. In dem 326 km² großen Gerichtsbezirk leben rund 83.000 Menschen.

## Übergeordnete Gerichte
Das dem Amtsgericht Ahlen übergeordnete Landgericht ist das Landgericht Münster, das wiederum dem Oberlandesgericht Hamm untersteht.